# Ivalice Alliance
Ivalice Alliance é a compilação dos jogos da série Final Fantasy que têm como pano de fundo Ivalice.

## Anúncios
A 13 de Dezembro de 2006, a Square Enix informou a imprensa que o jogo Final Fantasy XII Revenant Wings iria juntar-se aos outros jogos provenientes da série Final Fantasy Tactics numa série denominada como "Ivalice Alliance". E enquanto Final Fantasy Tactics Shishi Sensō, um port do original para a PlayStation, estava agendado para aparecer na PlayStation Portable, Final Fantasy Tactics A2 Fūketsu no Grimoire não tinha uma plataforma específica agendada. Mais tarde foi divulgado que Final Fantasy Tactics A2 iria ser lançado na Nintendo DS numa edição da revista nipónica Famitsu. Final Fantasy XII International Zodiac Job System foi anunciado cinco meses mais tarde a 6 de Maio de 2007.